# 天津海河桥梁列表
天津海河桥梁列表介绍了位于天津市内跨越海河幹流和市区内主要支流的各式桥梁。天津市由于处于海河流域下游的九河下梢，自古便建有大量各式各样的桥梁。自从2002年起，天津市开始对海河进行综合开发以后，除对原有桥梁进行修缮、提升和改造之外，还邀请英国、美国、日本等多个国家的桥梁建筑设计公司共同对天津海河的桥梁进行设计并新建了一批具有景观作用的桥梁，使得天津市区内的海河上游，平均不到0.8公里就有一座桥梁，在改善交通的同时也提升了海河的景观。现在天津海河上的“一桥一景”已经成为天津著名的旅游景观。

## 历史
历史上，天津早期的桥梁大都是木桥或石桥。当时一些较大河流如海河、南运河、子牙河、北运河等都是依靠渡船来连接两岸交通。清康熙五十四年（1715年），在现今的红桥区西沽，天津修建了最早的浮桥。天津的浮桥大多是用木船连缀而成，有船经过则开桥，船过以后则闭桥使人车通行；浮桥的引桥及搭板也是木结构，能适应海河每日潮差的变化。此后，东浮桥、盐关浮桥、院门口浮桥、北大关浮桥、大红桥浮桥、大伙巷浮桥等相继建立。而“浮梁驰渡”也成为清朝时“天津八景”之一。
光绪十三年（1887年），天津的第一座钢结构大桥大红桥建成，在今后的百余年间成为周边的地标，天津市的红桥区也因此得名。1888年，天津第一座悬臂式开启桥在直隶总督行馆前的南运河上建成，取名金华桥。这座桥也是中国最早的开启式钢桥。1906年，由天津与奥地利、意大利租界领事署及电车公司合资修建的金汤桥在海河上建成。它中孔作水平旋转，成为启闭式桥梁中的一个新品种。1926年，在老龙头火车站旁新建了一座悬臂式开启桥。因为当时该桥处在各国租界地之内，所以被称为万国桥。此后，这座桥又先后被改称为中正桥和解放桥，是现今全中国旧钢桥中唯一还能开启的桥。1985年，海门大桥成为中国第一座最大的垂直提升式钢结构跨河大桥。天津近代开埠之后由于租界的建设，使得天津拥有了一些西方开启式钢桥如吊旋的解放桥、金钢桥，平转的金汤桥，平拖的金华桥。著名桥梁专家茅以升说：“几乎全国的开合桥都集中在天津”。
中华人民共和国建立后，天津的桥梁建设快速发展，而且每座桥都有不同的风格与样式，有“一桥一景”的美誉。
目前，在天津市区海河干流之上的桥梁有金钢桥、狮子林桥、金汤桥、进步桥、北安桥、大沽桥、解放桥、赤峰桥、金汇桥、大光明桥、金阜桥、直沽桥、海津大桥等，市区内跨越海河主要支流子牙河还有北营门桥和永乐桥两座大型桥梁。  在滨海新区海河上的桥梁有滨海大桥、海门大桥、海河开启桥、海河大桥、南疆公路大桥等。其中，永乐桥上的天津之眼摩天轮是世界上唯一的桥上摩天轮；作为历史文物的金汤桥和解放桥在节假日会不定期地向市民和游客展示性开启；2006年大沽桥荣获世界著名桥梁大奖——尤金·菲戈奖。

## 海河综合改造开发

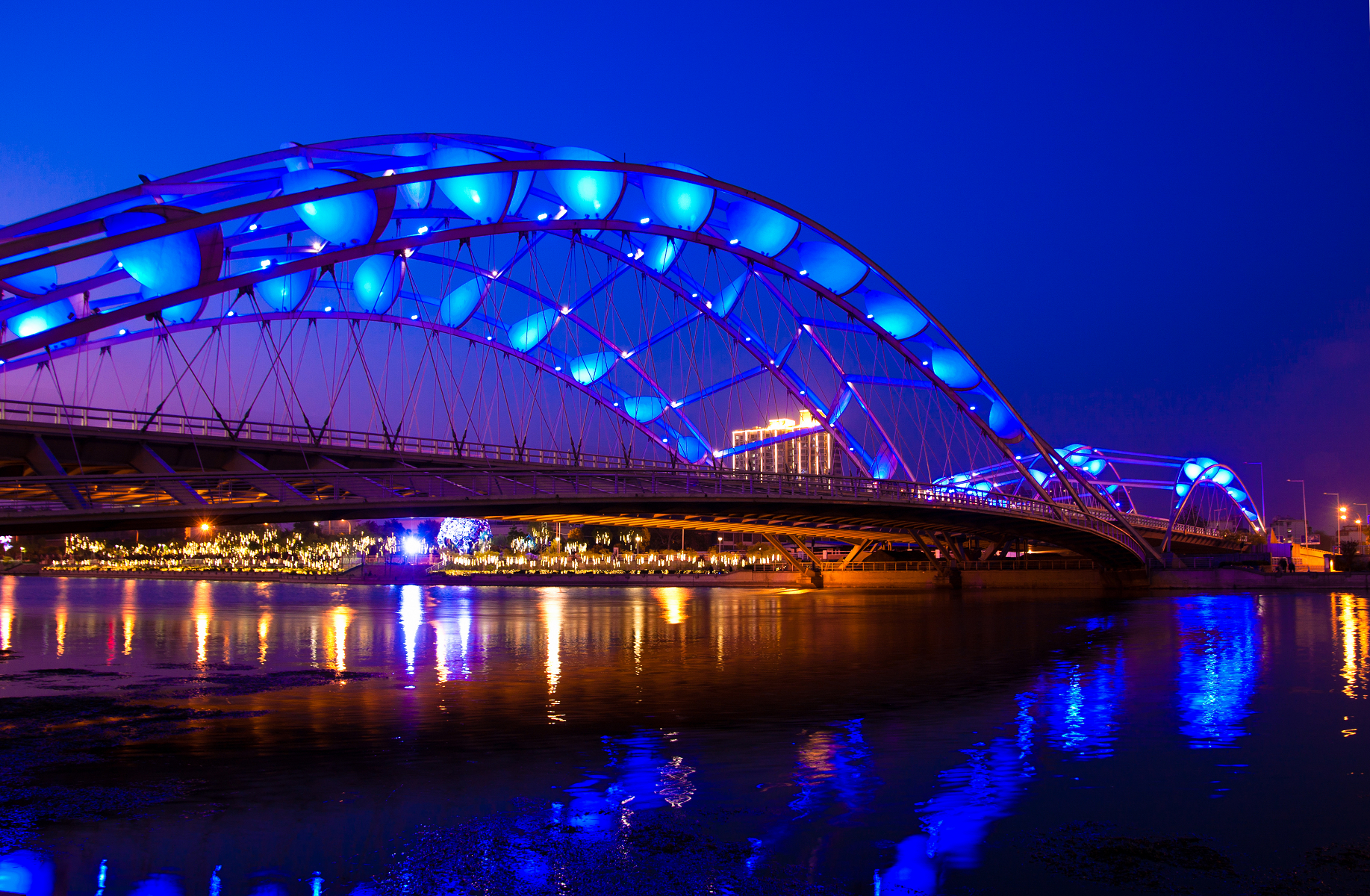
可以变换色彩的直沽桥

2002年底天津市政府通过了《天津海河综合改造开发总体规划》，拟将海河建成独具特色的服务型经济带、景观带和文化带，使其不仅具有防洪、排涝、供水、航运等功能，更具备旅游、休闲和发展服务业的功能。海河综合改造开发项目包括规划设计、景观设计、堤岸改造、桥梁改造、建筑保护与设计等内容，而桥梁的建设、改造和夜景照明是海河综合开发工程的一个重要的项目。自2002年开发海河至今，现在天津市中心城区形成了海河景观照明“鱼骨形”结构，即以海河及其延长线景观照明构成天津夜景照明的主轴线，并由轴线通过道路界面发散为呈“鱼骨形”交叉结构的主轴照明格局。每一座桥都是夜景的交叉节点，以桥梁为代表之一的海河夜景已经成为天津市重点的旅游线路，并成为2010年夏季达沃斯论坛等重大活动的招待来宾的旅游项目。

## 列表
本列表依据《天津海河综合改造开发总体规划》和海河从上游到下游的顺序依次排列（包括在建桥梁，但不包括已拆除桥梁）：
| 名称                 | 建造时间                          | 周边地标                             | 风格                                                                                          | 连接道路、铁路                                           | 备注 | 日景 | 夜景 |
| -------------------- | --------------------------------- | ------------------------------------ | --------------------------------------------------------------------------------------------- | -------------------------------------------------------- | --- | ---- | ---- |
| 北营门桥             | 2008年                            | 天津西站 天石舫                      | 简支铁路桥 连续梁铁路桥 环形钢塔斜拉桥（跨子牙河路段） 局部互通式立交桥（与河北大街相交部分） | 京沪铁路 京津城际南仓线路所线 河北大街 西青道 北横快速路 | 北侧普速铁路桥、中间高铁桥、南侧快速路桥三桥平行 跨海河支流子牙河，海河游船旅游线路的最上游               |      |      |
| 永乐桥               | 2008年                            | 大悲禅院                             | 摩天轮                                                                                        | 三条石大街 五马路                                        | 位于海河交汇处，跨海河支流子牙河，桥上建有天津之眼摩天轮                                                  |      |      |
| 金钢桥               | 1924年初建 1996年重建             | 大胡同                               | 双层钢铁拱桥                                                                                  | 中山路 东马路                                            | 新桥为双层拱桥；旧桥钢材建成旧金钢桥模型作为金钢桥纪念碑，放置在桥下的金钢公园内                          |      |      |
| 狮子林桥             | 1954年初建 1974年重建             | 望海楼教堂 古文化街                  | 钢筋混凝土桥                                                                                  | 通北路 狮子林大街                                        | 桥上总有184个狮子雕像                                                                                     |      |      |
| 金汤桥               | 1730年初建 1906年改建             | 古文化街 奥式风情区                  | 扭转式开启桥                                                                                  | 行人通行、观光                                           | 天津市文物保护单位 2005年辅建引桥 节假日期间，向市民展示性开启 目前仅允许行人通行                         |      |      |
| 进步桥               | 2008年                            | 奥式风情区                           | 新型桥梁                                                                                      | 通南路 进步道                                            | 又名通南桥                                                                                                |      |      |
| 北安桥               | 1939年初建 2008年改建             | 意式风情区                           | 钢筋混凝土桥                                                                                  | 福安大街 胜利路                                          | 曾名日本桥、胜利桥 该桥的基本造型借鉴了法国巴黎亚历山大三世桥，并融合了中国的青龙、白虎、朱雀、玄武的元素 |      |      |
| 大沽桥               | 2005年                            | 津塔 意式风情区                      | 钢铁拱桥                                                                                      | 大沽北路 五经路                                          | 尤金·菲戈桥梁奖                                                                                           |      |      |
| 解放桥               | 1927年                            | 天津站 津湾广场 解放北路             | 开启式钢桥                                                                                    | 解放北路                                                 | 天津市文物保护单位 曾名法国桥、万国桥、中正桥 节假日期间，向市民展示性开启                                |      |      |
| 赤峰桥               | 2008年                            | 天津站 津湾广场                      | 斜塔双索面“吊篮”斜拉桥                                                                        | 赤峰道 华昌道                                            | 为中国唯一斜塔双索面弯斜拉桥，顶端设有飞碟状观光塔                                                        |      |      |
| 金汇桥               | 2008年                            | 英式风情区 天津利顺德大饭店 解放北路 | 塔式斜拉桥                                                                                    | 保定道 八经路                                            | 初名保定桥                                                                                                |      |      |
| 大光明桥             | 1983年                            | 天津音乐厅 天津利顺德大饭店          | 钢筋混凝土桥                                                                                  | 曲阜道 十一经路                                          | 建有四座欧式桥头堡，分别设有代表日、月、星、辰的雕塑                                                      |      |      |
| 金阜桥               | 2007年                            | 天津音乐厅                           | 三维网支撑结构桥梁                                                                            | 蚌埠道 十三经路                                          | 也称蚌埠桥，夜景灯光在白、红、粉、蓝等颜色中变换                                                          |      |      |
| 直沽桥               | 2006年                            | 人民公园                             | 钢铁拱桥                                                                                      | 奉化道 大直沽西路                                        | 初名奉化桥，夜景灯光在白、红、粉、蓝等颜色中变换                                                          |      |      |
| 刘庄斜拉桥           | 1991年                            | 第一热电厂                           | 塔式斜拉桥                                                                                    | 琼州道 大直沽中路                                        | 曾为刘庄浮桥 2016年抬升改造后禁止机动车通行                                                               |      |      |
| 光华桥               | 1977年                            | 挂甲禅寺                             | 现代桥梁                                                                                      | 新围堤道 东兴路                                          | 2007年进行过改造                                                                                          |      |      |
| 国泰桥               | 2008年                            | 天津湾广场 第二工人文化宫            | 钢铁拱桥                                                                                      | 小围堤道 六纬路                                          | 因海河北岸的军队仓库等设施尚未搬迁曾长时间未能通行，后于2012年正式通车                                    |      |      |
| 富民桥               | 2008年                            | 天津湾广场                           | 自锚式悬索桥                                                                                  | 洞庭路 富民南路                                          | 为双层结构，主梁下方设“桥中桥”供行人通行                                                                  |      |      |
| 海津大桥             | 2003年                            | 无                                   | 局部互通式立交桥                                                                              | 黑牛城道 昆仑路                                          | 快速路跨海河通道                                                                                          |      |      |
| 春意桥               | 2016年                            | 东丽海河公园                         | 三跨钢桁架结构桥梁                                                                            | 鄱阳路 龙宇路                                            | |      |      |
| 柳悦桥               | 2023年4月开工建设                 | 天津市安定医院                       | 单跨下承式钢箱梁提篮拱桥                                                                      | 柳林路 变电所路                                          | 在建桥梁                                                                                                  |      |      |
| 吉兆桥               | 2013年                            | 天津市胸科医院 天津市环湖医院        | 三跨钢桁架结构桥梁                                                                            | 吉兆路 雪莲南路                                          | 曾获得第十四届詹天佑奖                                                                                    |      |      |
| 外环海河桥           | 1987年                            | 无                                   | 普通公路桥梁                                                                                  | 233国道（外环南路）                                      | 外环线跨海河通道                                                                                          |      |      |
| 海河特大桥           | 2016年                            | 国家会展中心（天津）                 | 高速公路桥梁                                                                                  | 宁静高速及其辅路（ 会展联络线）                          | 国家会展中心海河通道，中间高速公路两侧普通省道                                                            |      |      |
| 蓟港铁路跨海河特大桥 | 2009年                            | 天津宝成博物苑 海河二道闸            | 连续梁铁路桥                                                                                  | 蓟港铁路（天津铁路枢纽东环线）                           | |      |      |
| 海河二道闸桥         | 1985年                            | 天津宝成博物苑 海河二道闸            | 普通公路桥梁+船闸                                                                             | 汉港公路（将改造为 205国道新线）                         | 二道闸桥开通后，原位于东咀村和新袁村之间的河道被路堤填平断流                                              |      |      |
| 滨海大桥             | 2003年（中间两）                  | 无                                   | 塔式斜拉桥                                                                                    | 长深高速                                                 | 2020年辅桥开通，大型车辆引向辅桥行驶                                                                      |      |      |
| 西外环海河特大桥     | 2020年                            | 无                                   | 高速公路桥梁                                                                                  | 秦滨高速                                                 | |      |      |
| 西中环快速路跨海河桥 | 2022年10月开工建设                |                                      | 提篮钢箱拱桥                                                                                  | 228国道（西中环快速段）                                  | 在建桥梁                                                                                                  |      |      |
| 海门大桥             | 1985年                            | 响螺湾商务区 天津极地海洋世界        | 提升式开启桥                                                                                  | 河南路 河北路                                            | 逢大型货轮进入天津港海河港区时开启                                                                        |      |      |
| 海河开启桥           | 2010年                            | 响螺湾商务区 于家堡金融区            | 上开式开启桥                                                                                  | 集力道 永太路                                            | 逢大型货轮进入天津港海河港区时开启                                                                        |      |      |
| 安阳桥               | 2024年开工                        | 响螺湾商务区 于家堡金融区            | 开启桥                                                                                        | 安阳道 汇通道                                            | 因通航等问题停工十余年，2024年开始复工                                                                    |      |      |
| 于新桥               | 2024年开工                        | 于家堡金融区 蓝鲸岛                  | 开启桥                                                                                        | 于新道                                                   | |      |      |
| 闸南路桥             | 2022年                            | 蓝鲸岛                               | 普通公路桥梁                                                                                  | 闸南路                                                   | 跨越蓝鲸岛南侧的海河支流                                                                                  |      |      |
| 海河大桥             | 2002年西侧桥开通 2011年东侧桥开通 | 天津港 蓝鲸岛                        | 塔式斜拉桥                                                                                    | 海滨大道                                                 | 天津港疏港通道                                                                                            |      |      |
| 渤海石油路桥         | 2022年                            | 蓝鲸岛                               | 普通公路桥梁+船闸                                                                             | 渤海石油路 航一路                                        | |      |      |
| 南疆公路大桥         | 2003年                            | 天津港                               | 塔式斜拉桥                                                                                    | 津沽一线 南港路                                          | 天津港疏港通道                                                                                            |      |      |
| 南疆铁路大桥         | 2008年                            | 天津港                               | 简支铁路桥                                                                                    | 南疆港区铁路                                             | 天津港疏港通道                                                                                            |      |      |